# Heiligdom van Artemis Tauropolos

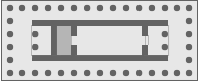
Adyton van een peripteros.

Het heiligdom van Artemis Tauropolos was gewijd aan de godin Artemis en werd gebouwd vermoedelijk in de 6e eeuw v.Chr. in Halai (tegenwoordig Loutsa of Artemida). De locatie van het adyton van de tempel is vastgesteld op 6,1 km noordelijk van de tempel van Artemis Brauronia in Brauron, waar Iphigeneia de honneurs in de Artemiscultus waarnam. Er was een mythisch verband tussen drie kustheiligdommen, namelijk deze twee en nog een derde, de tempel van Artemis in Aulis op 67 km noordwest.
Een adyton werd mogelijk ook gedeeld door de tempel van Aphaea op Aigina.
Schwandner legt een verband van dit terugkerend onderdeel met een gemeenschappelijk streekgebruik in de Artemiscultus.
Halai Araphenides (de zoutvelden van Araphen, tegenwoordig Rafina) was de antieke naam van het hedendaagse Loutsa, een strandverblijfplaats halfweg Rafina en Vravrona, waar de ruïnes van de kleine tempel van Artemis Tauropolos zijn uitgegraven vanonder de zandduinen waarmee het gebied bedekt is.
Cultusactiviteiten in de regio zijn vanaf de 8e eeuw v.Chr. bekend van offergaven in de heilige bron in Brauron.